# سامسونگ فوکوس ۲
سامسونگ فوکوس ۲ (انگلیسی: Samsung Focus ۲) (همچنین با عنوان سامسونگ مندل و SGH-i667 نیز شناخته می‌شود)، گوشی همراه ساخت شرکت سامسونگ می‌باشد. این گوشی از سیستم عامل مایکروسافت ویندوز فون7.5 Mango با سرعت پردازندهٔ ۱٫۴ گیگاهرتز
Scorpion و صفحه نمایش لمسی خازنی Super AMOLED, با ۱۶ میلیون رنگ واندازه480x800 پیکسل، (۴٫۰ اینچ) برخوردار است. در می سال ۲۰۱۲ منتشر گردید.

## امکانات
- از شبکه‌های ۲جی، ۳جی و ۴جی پشتیبانی می‌کند
- ۸ گیگابایت حافظه داخلی
- دوربین ۵ مگاپیکسل، 2592x1944 پیکسل، فوکوس اتوماتیک، فلش LED
- از شبکه‌های وای-فای و بلوتوث پشتیبانی می‌کند
- دارای دوربین ثانویه VGA